# 乌切丘库·黛博拉·尤克
乌切丘库·黛博拉·尤克（Uchechukwu Deborah Ukeh，1996年11月12日—），尼日利亞女子羽毛球運動員。

## 簡歷
2016年4月，乌切丘库·黛博拉·尤克出戰科特迪瓦羽毛球國際賽，與Gideon Babalola合作赢得混合雙打比賽冠軍。一年後，他們在同一賽事中再次打進決賽，但最後因故棄權，無緣衛冕。

## 主要比賽成績
只列出曾進入準決賽的國際賽事成績：
| 年份   | 賽事                         | 公開賽級別 | 項目     | 搭檔                   | 成績   |
| ------ | ---------------------------- | ---------- | -------- | ---------------------- | ------ |
| 2016年 | 科特迪瓦羽毛球國際賽         | 未來系列賽 | 女子單打 | －                     | 亞軍   |
| 2016年 | 科特迪瓦羽毛球國際賽         | 未來系列賽 | 混合雙打 | Gideon Babalola        | 冠軍   |
| 2017年 | 科特迪瓦羽毛球國際賽         | 未來系列賽 | 混合雙打 | Gideon Babalola        | 亞軍   |
| 2017年 | 貝寧羽毛球國際賽             | 未來系列賽 | 女子單打 | －                     | 亞軍   |
| 2017年 | 貝寧羽毛球國際賽             | 未來系列賽 | 女子雙打 | 皮斯·奥吉              | 亞軍   |
| 2018年 | 全非洲羽毛球男女子團體錦標賽 | 其他       | 女子團體 | －                     | 亞軍   |
| 2019年 | 全非羽毛球錦標賽             | 其他       | 女子雙打 | 多卡斯·阿乔克·艾德索康 | 冠軍   |
| 2019年 | 加納羽毛球國際賽             | 國際系列賽 | 女子雙打 | 多卡斯·阿乔克·艾德索康 | 亞軍   |
| 2019年 | 非洲運動會羽毛球比賽         | 其他       | 混合團體 | －                     | 金牌   |
| 2019年 | 非洲運動會羽毛球比賽         | 其他       | 女子雙打 | 多卡斯·阿喬克·艾德索康 | 銀牌   |
| 2020年 | 全非羽毛球錦標賽             | 其他       | 女子雙打 | 多卡斯·阿喬克·艾德索康 | 亞軍   |
| 2024年 | 全非洲羽毛球男女子團體錦標賽 | 其他       | 女子團體 | －                     | 季軍   |
| 2024年 | 全非羽毛球錦標賽             | 其他       | 混合雙打 | Alhaji Aliyu Shehu     | 季軍   |
| 2024年 | 拉各斯羽毛球國際經典賽       | 國際挑戰賽 | 女子雙打 | Chineye Ibere          | 準決賽 |
| 2024年 | 拉各斯羽毛球國際經典賽       | 國際挑戰賽 | 混合雙打 | Alhaji Aliyu Shehu     | 亞軍   |
| 2025年 | 全非羽毛球錦標賽             | 其他       | 混合雙打 | Alhaji Aliyu Shehu     | 季軍   |

| 2007-2017年 | 首要超級賽 | 超級賽 | 黃金大獎賽 | 大獎賽 | 國際挑戰賽 | 國際系列賽 | 未來系列賽 | 其他 |

| 2018-2026年 | 總決賽 | 超級1000賽 | 超級750賽 | 超級500賽 | 超級300賽 | 超級100賽 | 國際挑戰賽 | 國際系列賽 | 未來系列賽 | 其他 |